# Bamako. Trobada africana de Fotografia
Bamako. Trobada africana de Fotografia és una aproximació a la fotografia africana contemporània que se celebrà al Centre de Cultura Contemporània de Barcelona (CCCB) entre 2003 i 2009.
La proposta va néixer el 2003 arran de l'exposició al CCCB Àfriques: l'artista i la ciutat (2001), que era una mostra de la creació dels artistes contemporanis del continent africà. A la primera proposta de Bamako s'hi van reunir algunes de les fotografies de l'última edició dels Rencontres de la Photographie Africaine de Bamako. El tema de l'edició de 2009, titulada Bamako: VII trobada africana de Fotografia. A la ciutat i més enllà, girava entorn de la urbanitat; s'hi va retre homenatge al fotògraf recentment desaparegut Serge Jongué i s'hi va fer un monogràfic de Samuel Fosso. Durant les diverses cites de Bamako s'hi ha exposat l'obra d'Akinbode Akinbiyi, Sophie Elbaz, Youssef Safieddine, Van Leo, Helga Kohl, i Nour-Eddine Tilsaghani, entre d'altres.